# The Sable Quean
 (octobre 2023).
Si vous disposez d'ouvrages ou d'articles de référence ou si vous connaissez des sites web de qualité traitant du thème abordé ici, merci de compléter l'article en donnant les références utiles à sa vérifiabilité et en les liant à la section « Notes et références ».
The Sable Quean est le vingt-et-unième tome de la série de fantasy animalière britannique Rougemuraille de Brian Jacques. Publié en 2010, il n'est pas encore traduit en français.